# Filoquinona
La filoquinona, también conocida como vitamina K
1, es una cetona aromática policíclica, basada en la 2-metil-1,4-naftoquinona, con un sustituyente 3-fitil.
Es una vitamina liposoluble estable al aire y la humedad, pero sensible a la luz del sol. Se encuentra naturalmente en una gran variedad de plantas verdes, particularmente en las hojas, ya que actúa como aceptor de electrones durante la fotosíntesis, formando parte de la cadena de transporte electrónico del fotosistema I.
Se encuentra en la lista de medicamentos esenciales de la Organización Mundial de la Salud, la cual es una lista de las más importantes medicaciones necesarias en un sistema de salud básico.
La fitomenadiona se aisló por primera vez en 1939. En 1943, Edward Doisy y Henrik Dam recibieron el Premio Nobel por su descubrimiento.

## Terminología
A menudo se la llama vitamina K, fitomenadiona o fitonadiona. Algunas veces se hace la distinción entre la filoquinona (natural) y la fitonadiona (sintética).
Un estereoisómero de la filoquinona se llama vitamina k1 (nótese la diferencia de que no se escribe con letra mayúscula).

## Bioquímica
La filoquinona es un aceptor de electrones durante la fotosíntesis, formando parte de la cadena de transporte electrónico del fotosistema I.
Su función mejor conocida en animales es como cofactor necesario para la formación de los factores de coagulación II (protrombina), VII, IX, y X en el hígado. También es necesaria para la formación de los factores anticoagulantes C y S. Frecuentemente se utiliza para tratar la intoxicación por warfarina y es un antídoto para el cumatetralil. También es necesaria para la formación de proteínas del hueso.